# Lieps (jezioro)
Lieps (pol. Lipiec) – jezioro w Niemczech, w kraju związkowym Meklemburgia-Pomorze Przednie, w powiecie Mecklenburgische Seenplatte, w Prillwitz - dzielnicy gminy Hohenzieritz. Powierzchnia tego jeziora wynosi 4,31 km². Średnia głębokość to 2,3 m.
Jezioro leży ok. 100 metrów na południe od jeziora Tollensesee, z którym to połączone jest małymi kanałami.
W okolicy jeziora od stuleci poszukuje się dowodów, na istnienie głównego ośrodka politycznego Redarów – Radogoszczy. Poniżej poziomu lustra wody, znajdują się jeszcze liczne pozostałości kultury słowiańskiej inne natomiast znaleziska można podziwiać w Muzeum Regionalnym w Neubrandenburgu (Regionalmuseum Neubrandenburg).